# 산악 유대인

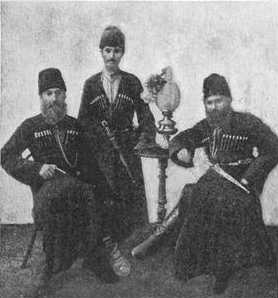

산악 유대인(영어: Mountain Jews, 히브리어: יְהוּדֵי־הֶהָרִים, 러시아어: Горские евреи, 아제르바이잔어: Dağ yəhudiləri)은 캅카스의 동부와 북부, 특히 아제르바이잔과 러시아령 북캅카스 지역에 주로 거주하던 미즈라히 유대인 집단이다. 이들은 카자르 이란 제국이 1813년 굴리스탄 조약에 따라 이들이 거주하던 지역을 러시아 제국에 할양한 이후 독자적 공동체로 여겨지기 시작했다. 캅카스 유대인이나 주후르인(Juhuro, Juvuro, Juhuri, Juwuri, Juhurim)으로도 알려져 있다.
이들의 선조는 기원전 5세기부터 고대 페르시아에 거주해온 유대인 공동체로 거슬러 올라갈 수 있다. 산악 유대인들이 사용하는 유대 타트어는 이란어의 일종이면서도 고대 히브리어의 여러 특징을 포함하고 있다. 페르시아의 산악 유대인들은 이르면 기원전 8세기부터 동쪽으로 계속 이주하여 끝내 캅카스 산맥의 산악지대에 정착한 것으로 추정된다. 산악 유대인들은 극도로 외딴 산악지대에 살며 수많은 역사적 변천을 견뎌냈다. 이들은 뛰어난 전사이자 기마병으로 알려져 있었다.
산악 유대인은 같은 캅카스 산맥에 있는 조지아 유대인과는 구분되는 집단이다. 두 집단은 언어나 관습 등 문화에 많은 차이가 있다.

## 같이 보기
- 유대 타트어
- 이란 유대인